# Adéla Francouzská (1009–1079)
Adéla Francouzská zvaná také Adéla z Messines (francouzsky Adèle de France  nebo Adèle de Messines, 1009/1014 ? – 8. ledna 1079) byla normandská vévodkyně a poté flanderská hraběnka z dynastie Kapetovců. Katolickou církví je uctívána jako světice.

## Život
Adéla se narodila z třetího manželství francouzského krále Roberta II. a Konstancie, dcery provensálského hraběte Viléma I. Manželství Adéliných rodičů bylo uzavřeno v rozmezí září 1001 a 25. srpna 1003. Král byl v minulosti již dvakrát ženatý, obě ženy zapudil.
Poprvé se Adéla vdávala roku 1027 za mladého normandského vévodu Richarda III. Manželství bylo kratičké a bezdětné, protože Richard byl již následující rok pravděpodobně otráven. Již roku 1028 byla v Paříži znovu provdána za syna flanderského hraběte Balduina V. Během občanské války, jež vzplanula po smrti krále Roberta, podporoval Adélin tchán společně s Fulkem Nerrou jejího bratra Jindřicha proti druhému bratrovi Robertovi. Když Jindřich již jako král Francie, roku 1060 umíral, zřejmě rozhodl o regentovi svého nezletilého syna Filipa. Byl jím stanoven Adélin manžel Balduin, který francouzského krále sice uznával jako svého lenního pána, ale zároveň byl leníkem Svaté říše římské.
Adéla dala manželovi dva syny a dceru Matyldu, jež se provdala za normandského vévodu Viléma. Balduin tak nebránil svým poddaným, kteří se připojili k normanským vojákům při invazi do Anglie. Roku 1067 zemřel. Ovdovělá Adéla se uchýlila do benediktinského řádu, z rukou papeže přijala vdovský závoj a stala se jeptiškou. Byla pohřbena v klášteře Messines u Ypres, který sama založila.
Katolickou církví byla prohlášena za svatou a její svátek je slaven 8. září.